# Chortomlik
Chortomlik (en ucraniano: Чортомлик, romanizado: Chortomlyk) es un pueblo ucraniano perteneciente al óblast de Dnipropetrovsk. Situado en el centro del país, es parte del raión de Níkopol y del municipio (hromada) de Pokrov.

## Toponimia
El nombre del lugar en ruso es Chertomlik (en ruso: Чертомлык).  

## Geografía
Chortomlik se encuentra en la margen derecha del embalse de Kajovka, 22 km al oeste de Níkopol y 112 km al suroeste de Dnipró. 

## Historia
El pueblo creció en la estación de ferrocarril, construida en 1904 para dar servicio al transporte de mineral de la mina de manganeso de Pokrov. Durante algún tiempo la estación se llamó Osokorivka (en ucraniano: Осокорівка), pero desde 1910 recuperó su nombre original. El pueblo formaba parte del uyezd de Yekaterinoslav de la gobernación de Yekaterinoslav del Imperio ruso. 
En 1957, Chortomlik recibió el estatus de asentamiento de tipo urbano. 
Hasta el 18 de julio de 2020, Chortomlik fue parte del municipio de Pokrov. El raión fue abolido en julio de 2020 como parte de la reforma administrativa de Ucrania, que redujo el número de raiones del óblast de Dnipropetrovsk a siete. El territorio del municipio de Pokrov se fusionó con el raión de Níkopol.En 2023, Chortomlik perdió el estatus de asentamiento de tipo urbano debido a la eliminación de este estatus administrativo.

## Demografía
La evolución de la población de Chortomlik entre 1959 y 2022 fue la siguiente:
| 662                                                           | 987 | 920 | 1690 | 1324 | 1368 | 1382 | 1290 |
| (Fuente: Cities & Towns of Ukraine y UKRAINE: Größere Städte) |     |     |      |      |      |      |      |

Según el censo de 2001, la lengua materna de la mayoría de los habitantes, el 88,6%, es el ucraniano; del 11,03%, el ruso.

## Infraestructura

### Transporte
Hay una estación de tren en Chortomlik, en la línea que conecta Zaporiyia con Krivói Rog. El pueblo está en la autopista H23 que conecta Zaporiyia y Krivói Rog. 